# 1896 en el cinema
Aquest article és una llista d'esdeveniments sobre el cinema que es van produir durant el 1896.

## Esdeveniments

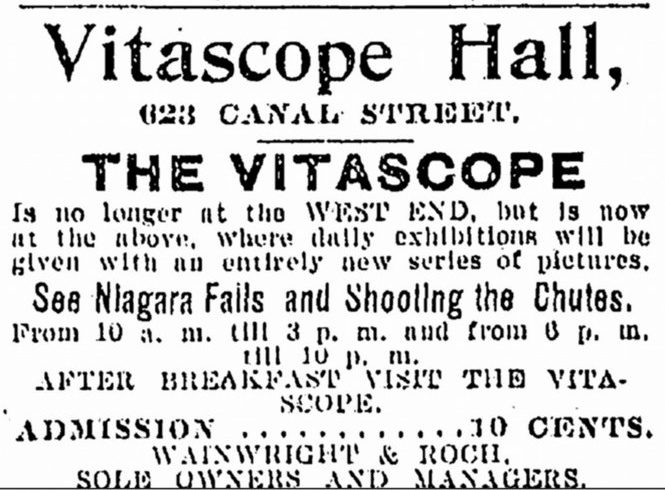
Anunci de Vitascope Hall, Nova Orleans, oferint "una sèrie d'imatges completament nova".

- Gener – Als Estats Units, fou dissenyat el projector de pel·lícules Vitascope pels Charles Francis Jenkins i Thomas Armat. Armat començà a treballar amb Thomas Edison per fabricar-lo.
- 14 de gener – Birt Acres demostra el seu projector de cinema, el Kineopticon, el primer a Gran Bretanya, al Royal Photographic Society del Queen's Hall de Londres. Es tracta de la primera mostra cinematogràfica per al públic del Regne Unit.[1]
- 20 de febrer – A Londres:[2]
  - Robert W. Paul demostra el seu projector de cinema, el Theatrograph (més tard conegut com el Animatograph), a l'Alhambra Theatre.
  - Els germans Lumière van projectar per primer cop les seves pel·lícules a Gran Bretanya, al Empire Theatre of Varieties, Leicester Square.
- Abril – El Vitascope d'Edison i Armat s'utilitzà per projectar pel·lícules en projeccions públiques a la ciutat de Nova York.
- 14 de maig – El Tsar Nicolau II de Rússia és coronat a Moscou, la primera coronació mai gravada al cinema.
- 11 de juliol – Primeres pel·lícules projectades a Veneçuela per Luis Manuel Méndez i Manuel Trujillo Durán al Teatro Baralt de Maracaibo.[3]
- 26 de juliol – "Vitascope Hall" obra al Canal Street, Nova Orleans, el primer negoci dedicat exclusivament a la projecció de pel·lícules en un lloc fix[4]
- 28 de setembre – Es funda l'empresa de pel·lícules Pathé Frères.
- 19 d'octubre – "Edisonia Hall" a Buffalo, Nova York, el primer edifici construït específicament per mostrar pel·lícules en moviment.[4]
- A França, el mag i cineasta Georges Méliès començà a experimentar amb la nova tecnologia cinematogràfica, desenvolupant primeres tècniques d’efectes especials, inclòs el stop motion. Les pel·lícules d’aquest any incloses The Devil's Castle, A Nightmare, A Terrible Night.[5]
- William Selig funda l'empresa Selig Polyscope Company a Chicago.
- Demeny-Gaumont van treballar en un format de 60 mm, conegut per primera vegada com a Biographe (sense perforar), llavors Chronophotographe (perforat).
- Casimir Sivan i E. Dalphin creen un format de 38 mm.

## Pel·lícules

### Alexandre Promio
- Lion, London Zoological Gardens
- Pelicans, London Zoological Gardens

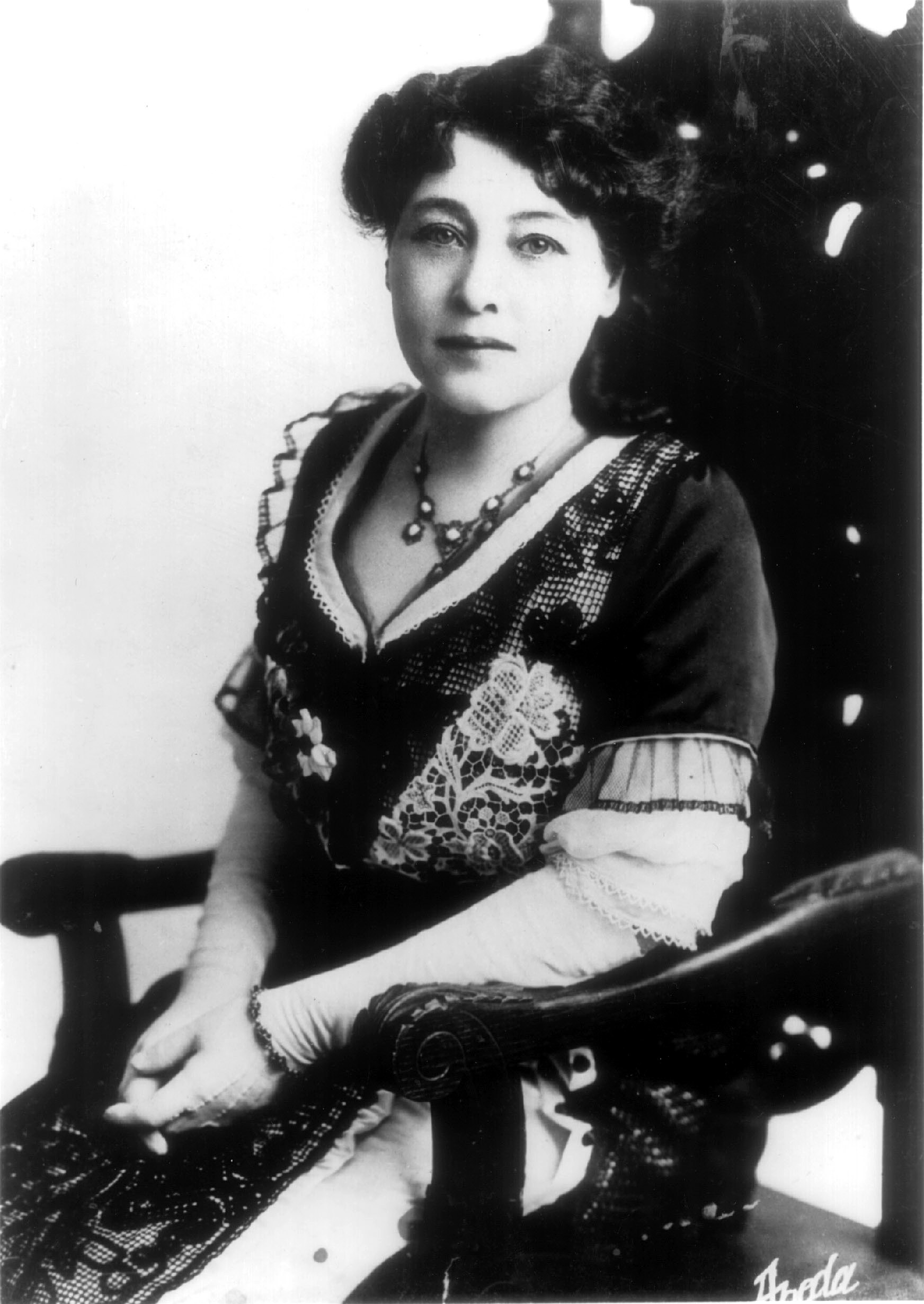
La cineasta pionera Alice Guy va debutar aquest any.

### Alice Guy-Blaché
- La fada de les cols
- Le chapeau de Tabarin
- Le clubmen
- Les concierges
- Les démolisseurs
- Chez le barbier

### Birt Acres
- The Boxing Kangaroo
- Boxing Match; or, Glove Contest
- Dancing Girls
- Landing at Low Tide
- Rough Sea at Dover dirigit per Robert W. Paul
- Yarmouth Fishing Boats Leaving Harbour

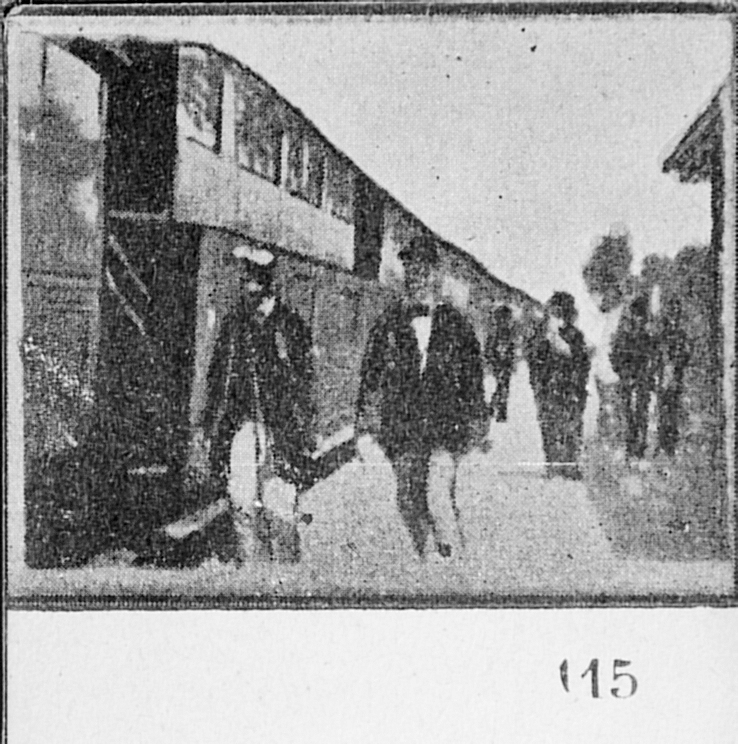
Possiblement una estampa de la pel·lícula que sobreviu d’Arrival of a Train at Vincennes Station.

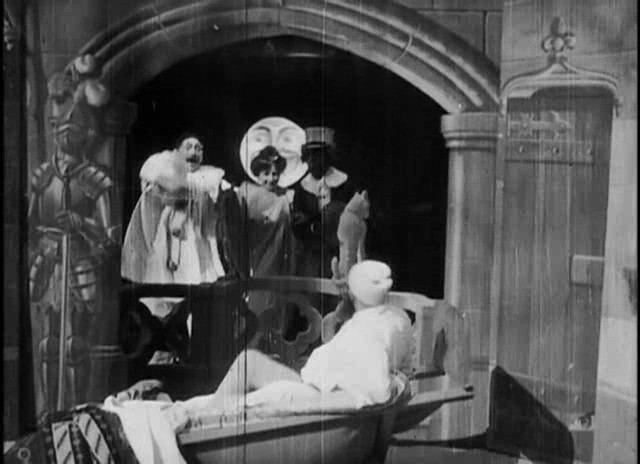
Fotograma de A Nightmare.

### Gabriel Veyre
- Carga de rurales, un curt documental mut en blanc i negre mexicà.
- Un duelo a pistola en el bosque de Chapultepec (Duel au pistolet).

### Georges Méliès
- Arrival of a Train at Vincennes Station, actualment es presumeix que és una pel·lícula perduda
- A Lightning Sketch, una sèrie de quatre curtmetratges muts francesos (perduts)
- A Nightmare, es va anunciar com a scène fantastique.
- A Serpentine Dance, va ser llançat per la companyia de Méliès Star Film i es troba en el número 44 en els seus catàlegs (perdut)
- A Terrible Night, apareix amb el subtítol descriptiu scène comique.
- Conjurer Making Ten Hats in Sixty Seconds (perdut)
- Conjuring, la pel·lícula es va redescobrir el 2014
- Miss de Vère (English Jig)
- The Haunted Castle (també coneguda com The House of the Devil)[6]
- The Rag-Picker
- The Rescue on the River
- The Vanishing Lady
- Playing Cards
- Post No Bills
- Watering the Flowers, possiblement una pel·lícula perduda

### Louis Lumière
- Arab Cortege, Geneva
- Arrival Of A Train At La Ciotat
- Bataille de boules de neige
- Carmaux, Drawing Out The Coke
- Childish Quarrel
- Children Digging For Clams
- Démolition d'un mur
- Dragoons Crossing The Saone
- Loading A Boiler
- New York: Broadway At Union Square
- New York: Brooklyn Bridge
- Poultry-Yard
- Pompiers a Lyon
- Promenade Of Ostriches, Paris Botanical Gardens
- Serpentine Dance

### M.H. Laddé
- Gestoorde hengelaar (perduda)
- Spelende kinderen (perduda)
- Zwemplaats voor Jongelingen te Amsterdam (perduda)

### Robert W. Paul
- Barnet Horse Fair
- Blackfriars Bridge
- Comic Costume Race
- Rough Sea at Dover dirigida per Birt Acres
- The Twins' Tea Party
- Two A.M.; or, the Husband's Return produïda per Robert W. Paul

### William Heise
- Feeding The Doves

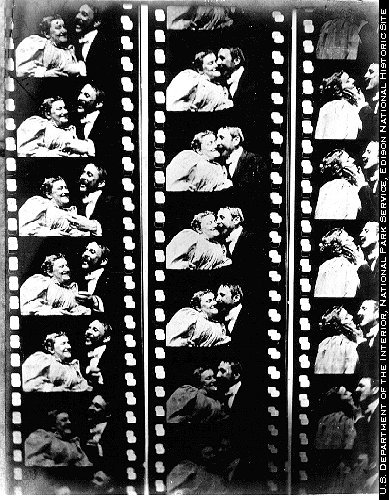
El primer petó en un pel·lícula amb la gran estrella canadenca May Irwin i John C. Rice.

- The Kiss, protagonitzada per May Irwin i John Rice. Primer petó en una pel·lícula. Es pot considerar la primera pel·lícula romàntica.

### William K.L. Dickson
- Dancing Darkies, un curtmetratge documental mut en blanc i negre estatunidenc.

### Altres
- Le Coucher de la Mariée, un curtmetratge eròtic francès considerat una de les primeres pel·lícules eròtiques (o "pel·lícules de festes de fadrinesa"). La pel·lícula va ser produïda per Eugène Pirou i dirigida per Albert Kirchner sota el pseudònim "Léar".
- Macintyre's X-Ray Film, una pel·lícula documental sobre radiografia dirigit pel metge escocès John Macintyre.
- McKinley at Home, Canton, Ohio, és una recreació de cinema mut de William McKinley rebent la nominació republicana de President dels Estats Units el setembre de 1896 produït per l'American Mutoscope and Biograph Company.
- A Morning Alarm, produït per Edison Studios.
- A Sea Cave Near Lisbon, un curtmetratge mut britànic d'actualitat, dirigit per Henry Short.
- Up the River, dirigit per un desconegut.

## Naixements
- 20 de gener

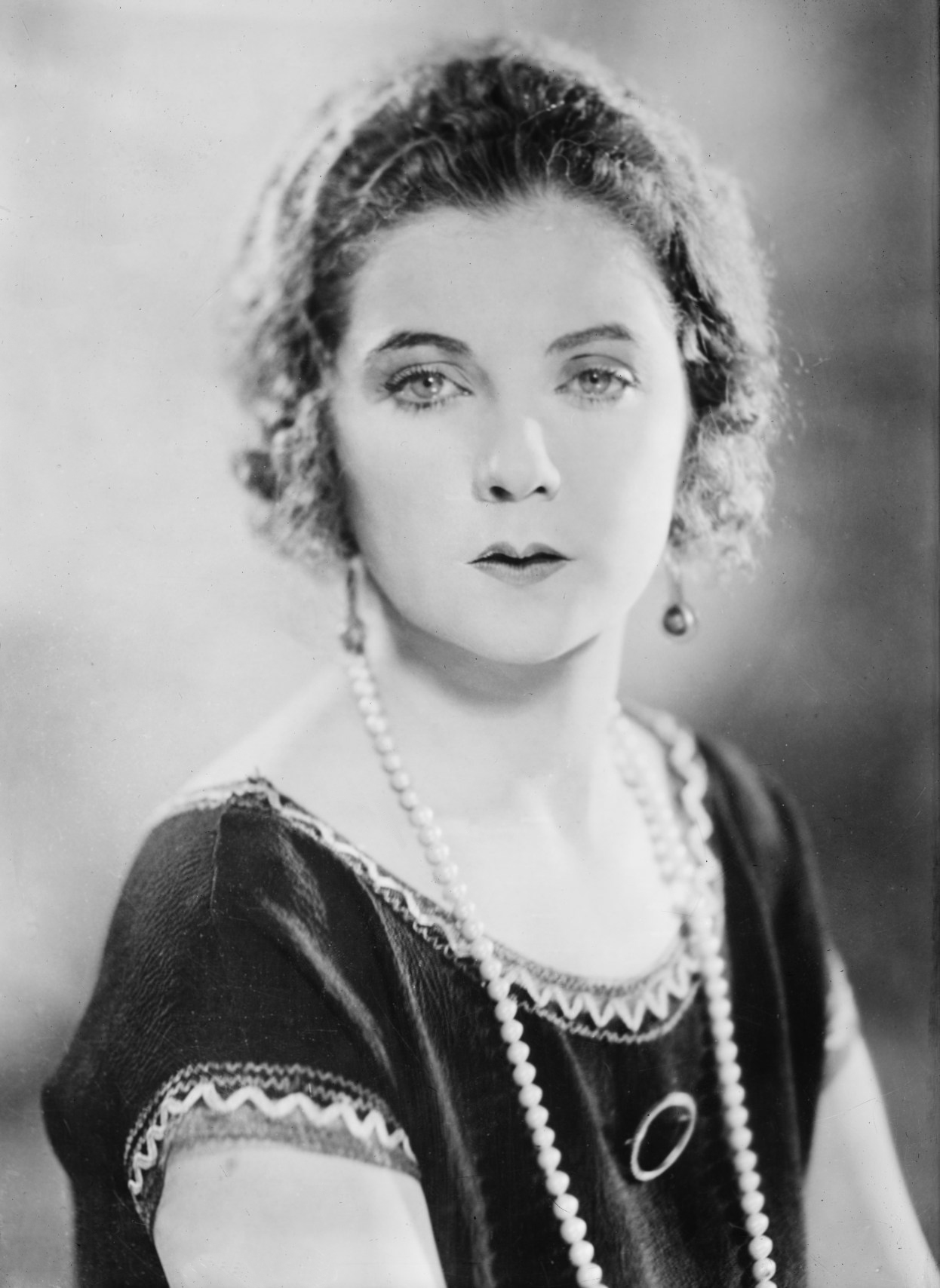
Lilyan Tashman va ser una actriu de cinema estatunidenca de vodevil i de Broadway.

  - George Burns, actor i comediant estatunidenc (mort el 1996)
  - Rolfe Sedan, actor estatunidenc (mort el 1982)
  - Isabel Withers, actriu estatunidenca (morta el 1968)
- 8 d'abril – Einar Juhl, actor danès (mort el 1982)
- 26 d'abril – Ruut Tarmo, actor estonià (mort el 1967)
- 16 de maig – Gilda Langer, actriu alemanya (morta el 1920)
- 28 de juny – Constance Binney, actriu, cantant i ballarina estatunidenca (morta el 1989)
- 16 de juliol – Evelyn Preer, actriu i cantant estatunidenca (morta el 1932)
- 25 de juliol – Jack Perrin, actor estatunidenc (mort el 1967)
- 14 d'agost – Theodor Luts, director de cinema i cinematogràfic estonià (mort el 1980)
- 18 d'agost – Jack Pickford, actor estatunidenc d'origen canadenc (mort el 1933)
- 30 d'agost – Raymond Massey, actor estatunidenc d'origen canadenc (mort el 1983)
- 1 d'octubre – Abraham Sofaer, actor estatunidenc (mort el 1988)
- 6 d'octubre – David Howard, director de cinema estatunidenc (mort el 1941)
- 23 d'octubre – Lilyan Tashman, actriu estatunidenca (morta el 1934)
- 30 d'octubre – Rex Cherryman, actor estatunidenc (mort el 1928)
- 10 de desembre – Torsten Bergström, actor i director de cinema suec (mort el 1948)

## Debut
- Alice Guy com a directora a Les démolisseurs
- May Irwin com a actriu a The Kiss (1 d'abril)
- John C. Rice com a actor a The Kiss (1 d'abril)
- Cissy Fitzgerald com a actriu a la pel·lícula 50 feet of actuality de Fitzgerald per Edison; presumptament elements de l’obra de 1894 The Gaiety Girl
- Robert B. Mantell com a actor a Select Scenes from 'Monbars'